# Rupert Bayless Vance
Rupert Bayless Vance (* 15. März 1899 in Plumerville, Arkansas; † 25. August 1975) war ein US-amerikanischer Soziologe und 34. Präsident der American Sociological Association.
Vance studierte bis zum Master-Examen Wirtschaftswissenschaft an der Vanderbilt University, 1926 wechselte er an die soziologische Fakultät der University of North Carolina in Chapel Hill, wo er promovierte und bis 1966 als Professor lehrte. Vance spielte eine führende Rolle bei der Etablierung der Südstaaten-Soziologie, wobei es sein Anliegen war, die Südstaaten an den wirtschaftlichen, politischen und sozialen Fortschritt anzuschließen.
Im Jahr 1944 amtierte er als Präsident der American Sociological Association.

## Schriften (Auswahl)
- Human factors in cotton culture. A study in the social geography of the American South. The University of North Carolina press, Chapel Hill 1929.
- Human geography of the South. A study in regional resources and human adequacy. The University of North Carolina press, Chapel Hill 1932.
- All These People. The University of North Carolina press, Chapel Hill 1945.
- The Urban South.  The University of North Carolina press, Chapel Hill 1954.